# Hylaeus vetustus
Hylaeus vetustus är en biart som först beskrevs av Nurse 1903.  Hylaeus vetustus ingår i släktet citronbin, och familjen korttungebin. Inga underarter finns listade i Catalogue of Life.